# 패터슨 (영화)
《패터슨》(영어: Paterson)은 2016년 개봉한 미국의 드라마 영화이다.

## 줄거리
미국 뉴저지주의 소도시 ‘패터슨’에 버스 운전사의 이름도 ‘패터슨(아담 드라이버 분)’이다. 매일 비슷하고 평범한 일상을 보내는 패터슨의 이야기가 시작된다.

## 출연진
- 아담 드라이버 - 패터슨 역
- 골쉬프테 파라하니 - 로라 역
- 리즈원 맨지 - 도니 역
- 카라 헤이워드 - 여학생 역
- 자레드 길만 - 남학생 역
- 스털링 제린스 - 젊은 시인 역
- 나가세 마사토시 - 일본 시인 역
- 메소드 맨 - 메소드 맨 역
- 배리 샤바가 헨리 - 의사 역
- 조니 매 - 의사 부인 역
- 프랭크 하츠 - 루이스 역
- 윌리엄 잭슨 하퍼 - 에버렛 역
- 체이슨 하몬 - 마리 역